# Titularbistum Nasbinca
Nasbinca war eine antike Stadt in der römischen Provinz Mauretania Caesariensis im Norden von Algerien.
Nasbinca ist ein ehemaliges Bistum der römisch-katholischen Kirche und heute ein Titularbistum.
| Titularbischöfe von Nasbinca |                                           |                                                    |                   |                  |
| Nr.                          | Name                                      | Amt                                                | von               | bis              |
| 1                            | Manuel S. Salvador                        | Weihbischof in Cebu (Philippinen)                  | 3. Dezember 1966  | 21. Oktober 1969 |
| 2                            | Abramo Freschi                            | Koadjutorbischof von Concordia-Pordenone (Italien) | 20. Juli 1970     | 14. April 1977   |
| 3                            | Agustín Romualdo Alvarez Rodríguez OFMCap | Apostolischer Vikar von Machiques (Venezuela)      | 10. März 1986     | 11. August 2011  |
| 4                            | Orlando Roa Barbosa                       | Weihbischof in Ibagué (Kolumbien)                  | 12. Mai 2012      | 30. Mai 2015     |
| 5                            | Henry Aruna                               | Weihbischof in Kenema (Sierra Leone)               | 18. Juli 2015     | 26. Januar 2019  |
| 6                            | Walter Guillén Soto SDB                   | Weihbischof in Tegucigalpa (Honduras)              | 14. November 2020 | 27. April 2021   |
| 7                            | Estêvão Binga                             | Weihbischof in Benguela (Angola)                   | 3. November 2021  | 1. August 2024   |
| 8                            | Samuel Ferreira de Lima OFM               | Weihbischof in Manaus (Brasilien)                  | 25. November 2024 |                  |